# Harold Arlen
Pour les articles homonymes, voir Arlen.
Harold Arlen est un compositeur américain né le 15 février 1905 à Buffalo dans l'État de New York et mort le 23 avril 1986 à New York (État de New York).
Il fut l'un des compositeurs les plus importants du XXe siècle avec une œuvre comprenant plus de 400 chansons, dont certaines ont fait le tour du monde. La plus célèbre, Over the Rainbow, extraite de la comédie musicale Le Magicien d'Oz, a remporté l'oscar de la meilleure chanson originale en 1940 et a été désignée 20e chanson américaine la plus importante de l'histoire par la RIAA.

## Biographie
De son vrai nom Hyman Arluck, Harold Arlen naît le 15 février 1905 à Buffalo. Son frère jumeau meurt le lendemain. La musique sera toujours au centre de sa vie. À sept ans, il chante dans la chorale de la synagogue où son père est cantor. Sa famille lui fait donner des leçons de piano dans l'espoir qu'il devienne professeur de musique. Au moment même où il obtient son diplôme à l'école secondaire Hutchinson de Buffalo, il se passionne pour le ragtime. À l'âge de 12 ans, Arlen explique que son grand intérêt est dans l'instrumentation de jazz de son époque. À 15 ans, il joue du piano professionnellement à Buffalo. Il y obtient un certain succès. À la fin de son adolescence, il crée le « Snappy Trio », qui deviendra plus tard le « Southbound Shufflers » qui se produit à New York. À 20 ans, il s'installe à New York City. Il travaille alors comme accompagnateur dans vaudeville. C'est à ce moment qu'il change son nom en Harold Arlen. Entre 1926 et 1934, il rejoint les « Buffalodians ». Il se fait connaître dans les restaurants chic et les clubs de Manhattan comme pianiste et vocaliste du groupe.
En 1928, il est choisi pour interpréter une chanson pour une revue populaire de l'époque, Scandals, de George Whites . L'ambition de Arlen est de devenir chanteur, mais on lui refuse une place dans le spectacle musical Great Day ! . Lors d'une fête, cependant, le compositeur Harry Warren entend Harold Arlen improviser au piano et le présente au parolier Ted Koehler. En 1929, Harold Arlen compose sa première chanson à succès : Get Happy (paroles de Ted Koehler). Tout au long du début et du milieu des années 1930, Arlen et Koehler écrivent des spectacles pour le célèbre club de Harlem, le Cotton Club, des comédies musicales de Broadway et des musiques de films d'Hollywood. Le partenariat d'Arlen et Koehler aboutissent à un certain nombre de chansons à succès comme Let's fall in Love et Stormy Weather. Ses compositions sont devenues des standards de jazz grâce à sa facilité à intégrer des éléments de blues dans le répertoire du Great American Songbook. Stormy Weather précisément le place dans les « Thirties composers ». Une nuit, au Cotton club, cette chanson, interprétée par Ethel Waters et l'orchestre de Duke Ellington fait sensation. On prétend qu'Arlen est allé encore plus loin que George Gershwin à développer un style de musique populaire américaine combinant les modes européennes avec des influences noires (rythmes de jazz, blues et soul). Parallèlement, Arlen enregistre avec l'orchestre de danse de Leo Reisman.
En 1937, Harold Arlen épouse l'actrice et modèle Anya Taranda. Il passe la plupart de son temps en Californie et écrit pour les comédies musicales au cinéma. C'est à cette époque qu'il commence à travailler avec le parolier EY « Yip » Harburg. En 1938, l'équipe est embauchée par la Metro-Goldwyn-Mayer pour composer des chansons pour The Wizard of Oz. La plus célèbre d'entre elles est Over the Rainbow. Ils remportent l'Oscar de la meilleure chanson originale. Ils écrivent également Down with Love (pour la comédie musicale de Broadway Hooray for What! ), chanson qu'on retrouvera bien plus tard dans le film de 2003 Down with Love. Avec Harburg, Harold Arlen peut développer pleinement ses idées sur les scènes de Broadway : une satire anti-guerre (Hooray For What!, 1937), une évocation du féminisme naissant (Bloomer Girl, 1944)  et divers sujets noirs (St. Louis Woman, 1946 ; House of Flowers, 1954 ; Jamaica, 1957)
Dans les années 1940, Harold Arlen fait équipe avec le parolier Johnny Mercer, et continue à écrire des chansons à succès comme Blues in the Night, Out of this World, That Old Black Magic, Ac-Cent-Tchu-Ate The Positive, Any Place I Hang My Hat Is Home, Come Rain or Come Shine et One for My Baby (and One More for the Road)
Harold Arlen a bien cerné deux traits de la personnalité de Judy Garland : la jeune fille innocente et ardente de Over the rainbow et la chanteuse chic lasse du monde de The Man That Got Away dans la version de 1954 de A star is born.

## Compositions majeures
- A Sleepin' Bee - paroles d'Israel Arlen et Truman Capote
- Ac-Cent-Tchu-Ate The Positive - paroles d'Isreal Mercer
- Any Place I Hang My Hat Is Home
- As Long as I Live (1934) - paroles de Ted Koehler
- Between the Devil and the Deep Blue Sea (1931) - paroles de Ted Koehler
- Blues in the Night (1941) - paroles de Johnny Mercer
- Come Rain or Come Shine - paroles de Johnny Mercer
- Ding-Dong! The Witch Is Dead - paroles d'E. Y. Harburg
- For Every Man There's a Woman
- Get Happy (1930) - paroles de Ted Koehler
- Down with Love
- Happiness is a Thing Called Joe - paroles d'E. Y. Harburg
- Hit the Road to Dreamland
- Hooray for Love - paroles de Leo Robin
- I Could Go On Singing - paroles d'E. Y. Harburg
- If I Only Had a Brain - paroles d'E. Y. Harburg
- If I Only Had a Heart - paroles d'E. Y. Harburg
- I Gotta Right to Sing the Blues - paroles de Ted Koehler
- Ill Wind (1934) - paroles de Ted Koehler
- It Was Written in the Stars
- I've Got the World on a String (1933) - paroles de Ted Koehler
- It's Only a Paper Moon - paroles d'E. Y. Harburg, Billy Rose
- Last Night When We Were Young
- Let's Fall in Love (1933) - paroles de Ted Koehler
- Let's Take a Walk Around the Block - paroles d'Ira Gershwin et E. Y. Harburg
- My Shining Hour - paroles de Johnny Mercer
- One for My Baby (and One More for the Road) - paroles de Johnny Mercer
- Out of This World - paroles de Johnny Mercer
- Over the Rainbow - paroles d'E. Y. Harburg
- Sing My Heart - paroles de Ted Koehler
- Stormy Weather (1933) - paroles de Ted Koehler
- That Old Black Magic - paroles de Johnny Mercer
- The Man That Got Away
- This Time the Dream's On Me - paroles de Johnny Mercer
- When the Sun Comes Out - paroles de Ted Koehler